# Ruth Millikan
Ruth Millikan   (Filadèlfia, 1933) és una filòsofa estatunidenca reconeguda pels seus treballs en filosofia de la biologia, filosofia de la ment i filosofia del llenguatge. És especialment coneguda per la seva teoria teleosemàntica del significat i la intencionalitat, així com per una concepció naturalista de la cognició i del llenguatge basada en la biologia evolutiva.

## Biografia
Millikan va créixer a Swarthmore (Pennsilvània) i va obtenir el seu títol de grau a l'Oberlin College el 1955. Posteriorment va completar el doctorat en filosofia a la Universitat Yale l'any 1969. Durant la seva etapa a Yale, va ser influïda pel pensament de Wilfrid Sellars, fet que marcaria la seva orientació cap a una filosofia naturalista. De fet, ella i Paul Chuchland són habitualment considerats els membres més destacats de la «dreta sellarsiana», és a dir, aquells que emfatitzen el realisme científic de Wilfrid Sellars sobre la pràctica normativa, a l'estil de Robert Brandom.
Després del doctorat, va ensenyar breument al Berea College (1969–1971) i a la Western Michigan University (1971–1972). El 1977 es va incorporar a la Universitat de Connecticut, on va desenvolupar la major part de la seva carrera acadèmica. L'any 1996 hi va obtenir una càtedra i, més endavant, va ser nomenada professora emèrita.
Ha estat professora convidada a diverses institucions, com la Universitat d'Estocolm (1998) i la Universitat d'Utrecht, on va ocupar la càtedra Belle van Zuylen el 2007. Entre els reconeixements rebuts, destaquen el premi Jean Nicod (2002) i el premi Rolf Schock en Lògica i Filosofia (2017). També ha estat presidenta de la Society for Philosophy and Psychology (1992–1993) i membre de l'Acadèmia Americana de les Arts i les Ciències (2014).

## Pensament filosòfic
Millikan és una figura central en l’anomenat naturalisme filosòfic. La seva obra es caracteritza per una aproximació biològica a problemes tradicionals de la filosofia de la ment, el llenguatge i l’epistemologia.

#### Intencionalitat i teleosemàntica
La contribució més influent de Millikan és la teoria del contingut intencional basada en la funció biològica, coneguda com a teleosemàntica o biosemàntica. Segons aquesta teoria, el contingut d’un estat mental o d’un signe lingüístic depèn de la funció biològica per la qual aquell estat o signe ha estat seleccionat a través de la història evolutiva o del procés d’aprenentatge. Així, el significat es fonamenta en una història de selecció que determina el rol funcional de les representacions.
El problema de la intencionalitat resulta central a la filosofia contemporània, especialment a partir dels treballs de Brentano (Psicología desde el punto de vista empírico). Aquí ja es formula la intencionalitat com una qualitat que té la ment de ser sobre alguna cosa, com ara creences, esperances i desitjos, que sempre es refereixen a un altre. Seria així una relació entre un esdeveniment mental, i allò sobre el qual és l'esdeveniment . Però, quina és la naturalesa d'aquesta relació entre el meu pensament, i diguem-ne, un pi?
Als anys 50 i 60 es van desenvolupar una sèrie de respostes dins la filosofia de la ment i la teoria del significat, majoritàriament basades en enfocaments funcionalistes, computacionals o semàntics de tipus descriptiu. No obstant això, aquestes aproximacions sovint deixaven sense resposta una qüestió fonamental: com pot un estat mental adquirir contingut determinant, és a dir, com pot apuntar realment cap a una cosa concreta del món de manera no merament convencional ni arbitrària?
És en aquest context que la proposta de Ruth Millikan adquireix rellevància. A Language, Thought, and Other Biological Categories (1984), Millikan ofereix una explicació teleosemàntica del contingut intencional, segons la qual els estats mentals i els mecanismes cognitius que els produeixen tenen contingut en virtut de les seves funcions biològiques, seleccionades evolutivament. Així, l’explicació del significat i de la referència no es fonamenta en la inferència o la convenció, sinó en la història natural dels mecanismes que han estat seleccionats per la seva eficàcia reproductiva i adaptativa.
La tesi central de LTOBC és que el llenguatge i el pensament —i dispositius intencionals com paraules, conceptes, creences, desitjos, etc.— són categories biològiques que tenen una funció pròpia, és a dir, un propòsit específic que obeeix a una explicació “Normal”. Aquestes dues nocions són centrals en la seva teoria. La noció de Normal no és una noció estadística, sinó que és una noció que es refereix a les condicions històrico-evolutives que van fer que una funció se seleccionés i contribuís a la supervivència i a la reproducció.
Reprenent l'exemple, jo tinc el pensament «això és un pi», aquest estat mental pot tenir com a funció pròpia representar pins, si els mecanismes que l’han produït han estat seleccionats, al llarg de la seva història biològica, per la seva capacitat d’identificar correctament pins en l’entorn. Fins i tot si, en una ocasió concreta, m’equivoco i assenyalo un xiprer, la funció pròpia del meu pensament continua sent la de representar pins, de la mateixa manera que una clau pot fallar en obrir una porta, tot i que aquesta sigui la seva funció.
Ara bé, per tal que aquest pensament pugui tenir una funció intencional determinada -com “representar un pi”-, no n’hi ha prou amb una sola instància causal aïllada. Cal que aquest estat formi part del que Millikan anomena una família reproductiva de dispositius intencionals, és a dir, un conjunt de mecanismes o estructures que es reprodueixen històricament de manera que mantenen una continuïtat funcional. Aquestes famílies inclouen tant els mecanismes de producció com els de recepció o interpretació (com passa en el cas del llenguatge), i són les que permeten establir patrons de significat estables.
En el cas de la paraula «pi», per exemple, el seu ús significatiu depèn del fet que forma part d’una família de usos històricament relacionats que han estat seleccionats per transmetre amb èxit certa informació sobre el món. És a través d’aquesta continuïtat funcional que s’estableix la connexió entre la representació i l’objecte representat, fins i tot representacions mentals aparentment simples tenen un arrelament evolutiu.

#### Epistemologia i filosofia del lenguatge
Millikan argumenta que el llenguatge és un fenomen biològic i que les expressions lingüístiques tenen funcions comunicatives que han estat estabilitzades històricament. Distingeix entre convencions socials i convencions naturals, aquestes últimes com a patrons de comportament que es reprodueixen per imitació sense requerir una intenció conscient.
A obres posteriors, com ara Beyond Concepts: Unifying Theoretical and Practical Understanding (2017), Millikan amplia la seva teoria més enllà del llenguatge i la semàntica, proposant una concepció alternativa dels conceptes. Contra la visió tradicional que entén els conceptes com entitats abstractes i estables dins la ment, Millikan els concep com formes reproductives d’interacció amb el món que es mantenen estables per la seva utilitat funcional i per la seva transmissió dins una comunitat d'usuaris. Aquesta teoria mostra com les representacions conceptuals no es basen en definicions estrictes ni en essències, sinó en patrons d’ús compartits, arrelats en pràctiques adaptatives. Així, Millikan ofereix una explicació naturalista i no essencialista dels conceptes.
Aquest enfocament reforça la seva aposta per una epistemologia naturalitzada, en la línia d'autors com Quine, i seguint la línia de Sellars, rebutja la noció de «donat» (given) com a base del coneixement i sosté que el saber emergeix d’una capacitat natural per representar el món i coordinar-se amb els altres. També defensa una concepció realista de la veritat com a correspondència amb els fets del món, tot emmarcat en un model científic naturalitzat, però amb un èmfasi evolutiu i funcional: el coneixement es considera una adaptació biològica que respon a les exigències del medi, i no una mera acumulació de veritats abstractes.

## Obres principals
- Language, Thought and Other Biological Categories (1984): Obra fundacional on s’exposa per primera vegada la teoria teleosemàntica. Presenta una aproximació unificada al pensament i al llenguatge com a categories biològiques.
- White Queen Psychology and Other Essays for Alice (1993): Recull d’assajos que exploren qüestions de filosofia del llenguatge i psicologia des d’una perspectiva evolutiva.
- On Clear and Confused Ideas (2000): Anàlisi dels conceptes empírics, en particular del concepte de “substància”, i les condicions per a la seva adquisició i aplicació.
- Varieties of Meaning (2004): Conjunt de conferències Jean Nicod on Millikan desenvolupa diferents tipus de significat i els mecanismes normatius associats a la comunicació.
- Language: A Biological Model (2005): Desenvolupament sistemàtic de la teoria del llenguatge com a sistema biològic, basat en convencions naturals estabilitzades històricament.
- Beyond Concepts: Unicepts, Language and Natural Information (2017): Tractat avançat sobre la representació cognitiva i la informació natural, amb introducció del concepte de “unicepte” (unitat conceptual única).

## Language, Thought and Other Biological Categories(1984)
Language, Thought and Other Biological Categories: New Foundations for Realism (1984) és un llibre clau de la filòsofa Ruth G. Millikan que introdueïx una teoria teleosemàntica del significat. En aquesta obra, Millikan proposa que el significat dels estats mentals i dels signes lingüístics s’explica en termes de funcions biològiques històriques, en comptes de convencions socials o propietats introspectives. Publicat en un moment en què la filosofia analítica buscava una naturalització del llenguatge i la ment, el llibre respon críticament als plantejaments tradicionals: Millikan critica el que ella anomena el «racionalisme del significat» (la idea que el significat es fixa a priori o per introspecció) i considera autors com Frege, Quine o Fodor com a «racionalistes del significat» incapaços de naturalitzar completament els continguts. En contrast, Millikan proposa una alternativa evolucionista: si una persona és producte de l’evolució, també ho és la seva capacitat cognitiva. El llibre combina filosofia del llenguatge i de la ment amb biologia evolutiva i teoria de sistemes, i defensa un realime naturalitzat segons el qual paraules i pensaments poden referir-se objectivament al món perquè van ser seleccionats per fer-ho. Language, Thought and Other Biological Categories ha estat àmpliament considerat fundacional de la semàntica teleològica (teleosemàntica) i va establir les bases d’un nou camp de recerca en filosofia i ciències cognitives.

#### Teoria teleosemàntica
La teoria central de Millikan, sovint anomenada biosemàntica, sosté que el contingut representacional depèn de funcions biològiques històriques. En aquesta concepció, tota representació és (en essència) un missatge emès per un productor i destinat a un o diversos consumidors. Els sistemes productors i consumidors han de cooperar entre si –ja sigui per selecció natural o per aprenentatge– perquè la representació compleixi funció. El segon ingredient clau de la teoria és que cada representació pertany a un conjunt de representacions interrelacionades que el productor pot generar, i cadascuna d’aquestes representacions, quan es troba present, ha de correspondre a un estat de coses específic perquè el consumidor pugui dur a terme la seva funció pròpia. Així, el «contingut» d’una representació s’explica per la funció adaptativa que té en la història evolutiva o d’aprenentatge dels mecanismes. En paraules de Millikan, una representació errònia ho és en la mesura que no compleix la funció pròpia per a la qual va ser «dissenyada» evolutivament. D’aquesta manera es captura la normativitat del significat naturalment: l’encert o error semàntic depèn de l’èxit funcional dels mecanismes en relació amb el món.

#### Productors i consumidors
Un element definitori de la teoria és la relació productor–consumidor. El productor d’una representació és el sistema (biològic o comunicatiu) encarregat de generar-la, i el consumidor és aquell que la rep i respon segons la seva funció. Per exemple, el clàssic senyal del castor il·lustra aquest punt: el productor és el castor que fa un esquitx amb la cua sobre l’aigua, i els consumidors són els altres castors propers que interpreten l’esquitx com a avís i es llancen a l’aigua. En canvi, quan parlem de representacions mentals interiors, els productors i consumidors són sub-sistemes del mateix organisme. Per exemple, la granota percep objectes petits i foscos en moviment mitjançant el seu sistema visual (productor) i dispara la llengua gràcies al seu sistema motor de captura (consumidor). En termes generals, Millikan defineix el productor com «un dispositiu amb la funció biològica de produir representacions d’un cert tipus» i el consumidor com «un dispositiu amb la funció biològica de comportar-se de manera adaptada quan la representació és produïda». Aquesta concepció explicita tant la naturalesa biològica de la representació com la interacció funcional entre percepció i acció (o emissor i receptor). D’aquesta manera, la semàntica no depèn només de causa i efecte sinó de la cooperació funcional dissenyada per la selecció natural.

#### Funció pròpia i funció derivada
La meva afirmació serà que és la «funció pròpia» d'una cosa la que la situa en una categoria biològica, i això no té a veure amb els seus poders sinó amb la seva història. Tenir una funció adequada és una qüestió d'haver estat «dissenyat per» o d'estar «suposat per a» (impersonal) realitzar una determinada funció. La tasca de la teoria de les funcions pròpies és definir aquest sentit de «dissenyat per» o «suposat per» en termes naturalistes, no normatius i no misteriosos. (Milikan, 1984: 17)
Millikan introdueix dues nocions de funció biològica: la funció pròpia i la funció derivada. La funció pròpia (o directa) d’un mecanisme és la tasca que ha estat seleccionada per fer històricament. Per exemple, si un mecanisme evolutiu fa aparèixer un patró de camuflatge a la pell d’una papallona, direm que la funció pròpia d’aquest patró és camuflar l’individu i millorar la seva supervivència. En canvi, els productes d’un mecanisme –com el patró mateix– reben una funció derivada basada en la funció pròpia del mecanisme. Així, en l’exemple anterior el patró (producte) té la seva pròpia funció derivada de camuflar la papallona. Millikan també distingeix funcions derivades adaptades, que són funcions derivades en contextos particulars (p. ex. el patró camufla la papallona en un entorn específic). Aquestes nocions esteses són fonamentals per explicar signes nous o apresos: per exemple, un ximpanzé pot adquirir el concepte d’un individu concret –que no existia en la seva història evolutiva– i atribuir-li la funció derivada d’identificar-lo, gràcies a un mecanisme d’aprenentatge que té un antecedent evolutiu en la detecció de rostres. En resum, les funcions pròpies provenen de la història filogenètica del mecanisme, i les funcions derivades s’estableixen a partir d’aquelles per als elements que el mecanisme genera, explicant així el contingut dels signes d’aprendre i del llenguatge.

#### Crítica al convencionalisme i a l’internisme
Millikan rebutja explícitament les teories semàntiques que veuen el significat com una qüestió de convencions socials o de representació interna purament mental. Segons ella, aquestes propostes no poden explicar adequadament fenòmens com l’error o el poder informatiu dels signes. En canvi, la seva semàntica naturalitzada sosté que el contingut es dóna per la funció adaptativa que els signes han complert en la seva història evolutiva (o d’aprenentatge). Com recalca Daniel Dennett en el prefaci, autors tradicionals que buscaven significats a priori són considerats per Millikan «racionalistes del significat» que encara no han trencat amb la seva herència cartesiana. Per Millikan, el sentit d’una representació no depèn ni de la intenció conscient del parlant ni d’acords arbitrats, sinó de la seva funció biològica; així, una representació és incorrecta quan «no compleix la seva funció pròpia». Aquesta postura defensa implícitament un externalisme cognitiu: el significat està lligat al món extern i a la història biològica, no només a l’interior de la ment ni als usos convencionals del llenguatge.
Però els dogmes antics, que impregnen els nostres instints filosòfics i tots els arguments tradicionals i familiars, no són fàcils de derrocar. En particular, encara que no serà còmode, hem d'estar disposats a renunciar als que potser són els més estimats de tots els nostres dogmes que agruparé sota l'epígraf «Racionalisme del significat». Hem d'estar disposats a descobrir que, de la mateixa manera que no podem saber a priori o amb certesa cartesiana si alguna cosa concreta que pensem o diem és vertadera, tampoc no podem saber a priori o amb certesa cartesiana que en semblar pensar o parlar d'alguna cosa estem pensant o parlant res. No podem saber a priori el que volem dir. Tampoc podem saber a priori o amb certesa cartesiana de què estem pensant o parlant. (Milikan, 1984:10)

#### Realisme biològic
El tipus de realisme que Millikan defensa és naturalitzat i objectiu. Sosté que existeixen propietats reals en el món (que anomena «substàncies») amb condicions d’identitat independents de les nostres categories lingüístiques. En la seva teoria, percepcions i paraules referencien aquests objectes reals perquè han estat seleccionades per col·locar-se en correspondència amb ells. En altres paraules, els «pensaments» i «paraules» poden referir al món d’una manera legítima perquè el sistema biològic que els produeix i consumeix ha estat configurat per aquesta funció. Aquesta visió contrasta amb posicions relativistes o constructivistes: Millikan insisteix que la naturalesa del món influeix directament sobre el contingut, i que el nostre coneixement es basa en aquesta història adaptativa. Com a resultat, el llibre defensa un realisme objectiu, on la veritat i l’error dels nostres estats representacionals s’entenen en termes de la seva correspondència amb el món real, mediada per les funcions biològiques.

#### Exemples il·lustratius
Per concretar la teoria, Millikan discuteix diversos exemples naturals i lingüístics. Ja s’ha esmentat el camuflatge de la papallona: el patró de la seva ala té la funció derivada de camuflar-la. Pel costat comunicatiu, més enllà del castor, Millikan analitza qualsevol senyal animal: per exemple, l’esquitx del castor sobre l’aigua, com s’ha dit, és interpretat pels conspecífics com a senyal de perill. Un altre exemple frequent és el del nom: utilitzar el nom d’una persona operaria com a representació que fa referència a aquest individu gràcies a la funció de comunicació estabilitzada històricament. A nivell cognitiu, el clàssic cas de la granota descriu com el productor (visual) i el consumidor (motor de caça) cooperen per que la granota «representi» la presència d’una mosca. En la part III del llibre, Millikan aplica la seva anàlisi a diversos fenòmens lingüístics específics: estudia expressions indexicals (p. ex. «jo», «aquí»), descripcions definides, quantificadors, etc., mostrant com cadascuna pot ser vista com un signe amb una funció determinada en la comunicació. Aquests exemples il·lustren el funcionament de la teoria: el contingut de cada representació emergeix de la seva funció dins del sistema productor-consumidor natural o comunicatiu.

#### Recepció crítica i influència
Language, Thought and Other Biological Categories va tenir una acollida molt influent. Segons una presentació dels Premis Schock, l’obra «va canviar el panorama filosòfic» i es considera la base d’un camp de recerca contemporani –la teleosemàntica–. La publicació va donar gran reputació a Millikan i ha influït nombrosos filòsofs de la ment i de la semàntica (per exemple, David Papineau, Karen Neander) així com investigadors en cognició i lingüística evolutiva. Molts han acceptat la teleosemàntica com una explicació poderosa de la significació natural. Tanmateix, la teoria ha rebut també crítiques: alguns autors argumenten que les condicions de Millikan poden ser massa àmplies –permissives– al permetre massa entitats com a representacions, o han qüestionat com tracta el contingut de creences falses i situacions no adaptatives. Malgrat aquests debats, la influència de Millikan perdura en les discussions contemporànies sobre com l’evolució i la biologia poden fundar la intencionalitat i el significat.

## Beyond concepts. Unicepts, Language, and Natural Information(2017)
En aquesta obra, la última que ha escrit la filòsofa de Swatrhmore, repren el seu projecte de construir una filosofia de la ment i el llenguatge. Així, el llibre parteix de la clàssica pregunta de Kant (¿Cóm és posible el coneixement?), pero l'aborda des d'una perspectiva evolutiva i naturalista. A difèrencia dels enfocaments tradicionals, Millikan assumeix que el nostre món és essencialment el descrit per les ciències naturals, i que la cognició animal (i això inclou els humans) és resultat de processos evolutius.

#### Un món grumollós
Millikan parteix de que el món ha de tenir una estructura adeqüeda per a que es pugui donar el coneixement. En particular, argumenta que el món es «grumollós» (clumpy): en un espai de propietats possibles, els objectes reals tendeixen a agrupar-se en cúmuls densos i separats per regions buides. Aquestes aglomeracions es corresponen amb individus perdurables que són els «tipus reals»,  com ara els conills o les catedrals, entitats amb propietats comuns, internes i compartides que fan que es distancïin d'altres cúmuls, fent possible la inducció científica. Només en la mesura que el nostre món té aquesta estructura «grumollosa», pot la nostra ment aprendre i generalitzar. Però, això té una conseqüència: el nostre pensament no pot «seleccionar el món» amb precisió lingüística, sinó que reflecteix el caràcter desordenat del món que representa.

#### Unitrackers i unicepts
La part central de l'obra introdueix dos nocions clau: unitrackers i unicepts, que reemplacen el tradicional concepte mental. Millikan sosté que el contingut del que usualment diem «conceptes» en psicologia cognitiva en realitat conjuga dues funcions diferents: 1) seguir la identitat d'alguna cosa al llarg del temps i l'experiència (el rastreig d'unitat), i 2) acumular informació interna sobre això. Per separar aquestes funcions, proposa que existeixen unitrackers —mecanismes o facultats internes dedicades a same-tracking (reconèixer el mateix en diferents aparicions)— i unicepts, col·leccions d'informació internes associades al que aquest unitracker és.
Aquest parell de nocions vindrien així a substituir els conceptes tradicionals, on tots dos contingunts apareixien barrejats. Per exemple, cada vegada que reconeixem a un mateix amic (encara que el vegem amb roba diferent, en una altra llum, de front, d'esquena, etc.), un unitracker és responsable d'enllaçar totes aquestes percepcions a una mateixa entitat, i el unicept corresponent és la representació interna que conté la informació apresa sobre aquest amic (aparença, comportament, nom, etc.). Els unitrackers «interpreten» estímuls diversos com a signes d'un mateix objecte, mentre que els unicepts vinculen aquests signats amb creences i judicis. Però, a difèrencia dels conceptes clàssics, unitrackers i unicepts son idiosincràtics, en la mesura que són particulars de cada individu, o de cada organisme, i que no es comparteixen literalment.
Per tant, el nucli de la cognició no és classificar lingüísticament el món (com si anéssim a posar etiquetes a la realitat), sinó mantenir enfocada l'atenció en el que és persistent, distingint allò que és igual d'allò que és diferent. Dit d'una altra manera: la ment busca conservar el «mateix objecte» per a aprendre d'ell amb el temps. Els unitrackers fan factible això en canalitzar  informació dispersa sobre alguna cosa en vies de seguiment, i els unicepts emmagatzemen aquesta informació de manera que guiï el raonament inductiu.

#### Infosigns
A la segona part del llibre amplia la teoria a la transmissió d'informació mitjançant signes. Millikan defineix una classe general d'infosigns o signes informatius, que inclouen tots els signes naturals (per exemple, el fum com a signe de foc, una granellada com a signe de malaltia, petjades d'animals, etc.) i exactament aquells signes intencionals correctes. En altres paraules, un signe intencional (com una paraula o un senyal) és un infosign només quan transmet «informació natural» no-accidental sobre alguna cosa (p. ex. quan és veritable o compleix la seva funció). Els signes naturals no tenen valor de veritat (no són veritables ni falsos), mentre que els signes intencionals són infosigns únicament en els seus casos reeixits.
Però, quin és el paper d'aquests infosigns al sistema conceptual abans esmentat? Millikan explica que tots els unitrackers exerceixen la mateixa tasca bàsica: recollir informació d'aquests infosigns per a actualitzar els unicepts. Defineix amb precisió un infosign com «un token que exemplifica una correlació no accidental entre signes i estats de coses, tots concordant segons les mateixes regles de projecció». A més, aclareix la diferència entre signes naturals i intencionals: alguns tokens de signes naturals (com el fum) no són intencionals, i alguns tokens de signes intencionals (com una afirmació falsa) no són infosigns perquè no transmeten la informació.
En aquest esquema, els signes intencionals habituals (paraules, gestos convencionals, mapes, etc.) són produïts per mecanismes la funció pròpia dels quals és crear infosigns llegibles per a altres organismes cooperatius. La interpretació lingüística passa així a entendre's com un procés continu amb la interpretació d'altres signes: no requereix inferir les intencions ocultes de l'emissor. La comprensió lingüística s'assembla en canvi a un procés de percepció pura: les frases o enunciats es «llegeixen» com a senyals informatius del món, de la mateixa manera que veiem que el fum és senyal de foc.
En particular, Millikan rebutja la tradicional divisió semàntica/pragmàtica à la Grice. Sosté que les oracions veritables («Està plovent!») són alhora signes naturals (perquè correlacionen no-accidentalment amb la pluja) i intencionals (perquè algú les va comunicar amb aquest propòsit). Quan «tot funciona bé», les frases lingüístiques són infosigns que transmeten informació natural, sense necessitat de recórrer a inferències complexes sobre la intenció del parlant. En resum, per a Millikan el llenguatge s'entén processant-lo com a percepció de signes informatius, no analitzant ponts inferencials abstractes

#### Selfsigns
Fins i tot en els casos més complicats, com els indexicals (jo, aquí, ara, etc.), Millikan ofereix solucions. En els capítols finals defensa que no es requereix un tractament especial pragmàtic: proposa incorporar aquests indexicals a la teoria d'infosigns. Introdueix la noció de selfsigns («auto-signes»): elements d'un signe que en un cert context referencien a si mateixos o a parts del món pròximes. Argumenta que frases amb indexicals veritables segueixen correspondències directes amb estats de coses (per exemple, un «jo» reeixit continua sent un signe del parlant actual), de manera que la seva semàntica pot explicar-se sense apel·lar a intencions privades de l'emissor. En altres paraules, tracta els indexicals com a part normal dels infosigns: obeeixen regles de referència (per exemple, «jo» refereix a qui parla) que s'aprenen per ús, no com a buits que hagin d'omplir-se després pel context. Aquesta visió radical reubica elements contextuals dins del propi sistema simbòlic, mostrant que fins i tot el llenguatge dependent del context encaixa en el seu marc naturalista.
En conjunt, Beyond Concepts ofereix un panorama unificat: comença explicant quina estructura ontològica exigeix la possibilitat del coneixement, desenvolupa una teoria cognitiva centrada en unitrackers i unicepts (que reemplaça la noció de concepte), i culmina en una teoria general dels signes i del llenguatge com a mers mecanismes de transmissió d'informació.

## Impacte de la seva obra
El treball de Ruth Millikan ha tingut una gran influència en el desenvolupament de teories naturalistes del significat, la representació i la intencionalitat. La seva obra ha estat objecte de debat i estudi en múltiples camps, incloent-hi la filosofia analítica, la ciència cognitiva, la biologia evolutiva i la lingüística. Se la considera una de les pensadores clau per entendre com el pensament i el llenguatge poden ser explicats a través de principis naturals.

## Llibres
- Millikan, Ruth G. (1984). Language, Thought, and Other Biological Categories: New Foundations for Realism. MIT Press. ISBN 9780262631156 Error en ISBN: suma de verificació no vàlida.
- Millikan, Ruth G. (2017). Beyond Concepts. Unicepts, Language, and Natural Information. Oxford University Press. ISBN 978–0–19–871719–5